# Chabab Riadhi Baladiat Aïn Fakroun
 (juin 2023).
Si vous disposez d'ouvrages ou d'articles de référence ou si vous connaissez des sites web de qualité traitant du thème abordé ici, merci de compléter l'article en donnant les références utiles à sa vérifiabilité et en les liant à la section « Notes et références ».
Maillots
Dernière mise à jour : 25 mai 2020.
Le Chabab Riadhi Baladiat Aïn Fakroun (en arabe : الشباب الرياضي لبلدية عين فكرون), plus couramment abrégé en CRB Aïn Fakroun ou encore en CRBAF, est un club algérien de football fondé en 1947 et basé dans la ville d'Aïn Fakroun, dans la Wilaya d'Oum El Bouaghi.

## Histoire
Durant la saison 2011/2012, le Chabab Riadhi Baladiat Aïn Fakroun joue en Division 3, groupe Est. L'équipe termina première avec succès et accède en Ligue 2. Lors de la saison 2012/2013, le club jouait pour la première fois de son histoire en Ligue 2. À la fin de la saison, le club est sacré champion de Ligue 2 2012-2013 et accéda ainsi pour la première fois de son histoire en Ligue 1 algérienne.
Lors de la saison suivante, le club a essayé de se maintenir en D1 (saison 2013-14) mais sans vain, malgré cela le CRBAF réalise une bonne prestation en Coupe Nationale en atteignant la demi-finale de la compétition (éliminé par la JS Kabylie après prolongation).
Après 4 ans de présence en D2, le CRBAF relègue en D3 lors de la saison 2017-2018.

## Palmarès
| Compétitions nationales                                                              |
| ------------------------------------------------------------------------------------ |
| - Ligue 2 (1) : - Champion : 2012-13. - DNA (D3) (1) : - Champion Gr. Est : 2011-12. |

## Logos et couleurs

### Anciens logos
Les couleurs du Chabab Riadhi Baladiat Aïn Fakroun sont le Noir et le Blanc.

Ancien logo
Logo actuel

## Structures du club

### Infrastructures
Le Chabab Riadhi Baladiat Aïn Fakroun joue ses matches à domicile au Stade Abderrahmane Allag situé dans la même ville[réf. nécessaire].